# Хаттенбергер, Роланд
Ро́ланд Хаттенбе́ргер (нем. Roland Hattenberger; род. 7 декабря 1948, Йенбах, Тироль) — австрийский футболист, выступавший на позиции полузащитника. Участник чемпионатов мира 1978 и 1982 годов в составе национальной сборной Австрии.

## Клубная карьера
Родился 7 декабря 1948 года в городе Енбах. Воспитанник юношеских команд футбольных клубов «Енбах» и «Куфштайн». Во взрослом футболе дебютировал в 1968 году выступлениями за команду «Ваттенс», в которой провёл три сезона.
В 1971 году Хаттенбергер стал игроком клуба ССВ Инсбрук, с которым в первом же сезоне выиграл чемпионат, а в следующем «золотой дубль» — чемпионат и Кубок Австрии.
В 1974 году Роланд решил покинуть «Инсбрук» и даже угрожал своему клубу переходом в клуб из ЮАР (не являвшийся на тот момент членом ФИФА) в связи с нежеланием его отпускать. В результате он присоединился к западногерманской «Фортуне» (Кёльн). 25 августа 1974 года дебютировал во Второй Бундеслиге в выездной игре против «Рот-Вайсса» из Оберхаузена (2:1), в которой отметился забитым мячом. Он играл в «Фортуне» три года, проведя 99 матчей во втором немецком дивизионе.
Летом 1977 года Хаттенбергер покинул «Фортуну», перейдя в клуб высшего дивизиона страны «Штутгарт». Впервые сыграл в Бундеслиге 6 августа 1977 года в матче против мюнхенской «Баварии» (3:3). Он играл в «Штутгарте» 4 года, проведя, как и в предыдущей команде, 99 игр, и в 1979 году стал с командой вице-чемпионом ФРГ, а в 1981 году занял 3 место в Бундеслиге.
Завершил игровую карьеру в команде «Ваккер» (Инсбрук), в составе которой уже выступал ранее. Хаттенбергер вернулся в её состав в 1981 году и защищал её цвета до прекращения выступлений на профессиональном уровне в 1984 году, после чего играл в любительской лиге за родной «Куфштайн».

## Карьера в сборной
10 июня 1972 года дебютировал в официальных матчах в составе национальной сборной Австрии в матче отборочного турнира чемпионата мира 1974 года против Швеции (2:0).
В составе сборной был участником чемпионата мира 1978 года в Аргентине и чемпионата мира 1982 года в Испании. На первом турнире Хаттенбергер не сыграл ни одного матча, но на втором уже был основным игроком, сыграв в 4 из 5 игр своей команды, однако его сборная, как и на предыдущем «мундиале», не смогла преодолеть второй групповой этап.
Всего в течение карьеры в национальной команде, которая длилась 11 лет, провёл в её форме 51 матч, забив 3 гола.

## Тренерская карьера
По окончании игровой карьеры начал работать главным тренером немецкого клуба «Розенхайм 1860» в 1989 году, после чего вернулся в «Куфштайн», который возглавлял в 1991—1994 и 1998—1999 годы.

## Достижения
«Ваккер» (Инсбрук)
- Чемпион Австрии (2): 1971/1972, 1972/1973
- Обладатель Кубка Австрии: 1972/1973